# Hans Egede Saabye
Hans Egede Saabye (juli 1746 – 31. august 1817) var en dansk præst, og missionær til Grønland. 
Han blev født på øen Strynø i det sydlige Danmark. Han var søn af sognepræsten Jørgen Saabye, omtalt Grønlands apostel, der grundlagde den danske bosættelse i det daværende Godthåb i 1721  , og Petronella Egede, en af døtrene til Hans Egede.
Han var uddannet på Amtsgymnasiet i Roskilde i 1764 og fik en doktorgrad i teologi i 1767. I 1768 blev han optaget på Grønlands Seminarium (Seminarium Groenlandicum) i Købmagergade, og blev instrueret i grønlandsk af sin moders onkel, Poul Egede. I 1770 blev han ordineret som præst i den danske folkekirke. Han blev gift med Vibeke Margrethe Thye (1748-1833) i april 1770. Samme år tog han som missionær til Claushavn og Christianshåb i Grønland. I 1779 blev han sognepræst i Vålse på Falster og flyttede i 1811 til Udby på Fyn, hvor han døde i 1817.
Mens han var i Grønland, blev han en garvet botaniker. Dagbogen fra hans ophold i Grønland blev offentliggjort i 1816 og fik meget opmærksomhed blandt etnografer og folk forbundet med missionen. Den er blevet oversat og offentliggjort på svensk og tysk i 1817, og på hollandsk og engelsk i 1818. 

## Andre kilder
- Saabye, Hans Egede (2011) Grønland: at være uddrag fra et tidsskrift, der blev opbevaret i dette land i årene 1770 til 1778 (Oversat fra det tyske af HE Lloyd, først udgivet af Boosey og Sons, 1818. genoptrykt af British Library, Historical Udskriv udgaver) ISBN 9781241507923